# Giovinezza (film 1926)
Giovinezza (Fascinating Youth) è un film muto del 1926 diretto da Sam Wood.

## Produzione
Il film fu prodotto dalla Paramount Pictures (con il nome Famous Players-Lasky Corporation).

## Distribuzione
Distribuito dalla Paramount Pictures (con il nome Famous Players-Lasky Corporation), il film - presentato in prima a New York 17 marzo da Jesse L. Lasky e Adolph Zukor - uscì nelle sale cinematografiche statunitensi il 23 agosto 1926, in quelle italiane l'anno successivo.